# Jack Medica
Jack Chapman Medica (Seattle, 5 oktober 1914 – Carson City (Nevada), 15 april 1985) was een Amerikaans zwemmer. Hij werd in 1936 olympisch kampioen op de 400 meter vrije slag.

## Biografie
Medica nam in 1936 deel aan de Olympische Zomerspelen in Berlijn. Hij won de gouden medaille op de 400 meter vrije slag en de zilveren medaille op de 4x200 meter vrije slag-estafette en de 1500 meter vrije slag. Medica zijn wereldrecord op de 200 meter vrije slag uit 1935 bleef 9 jaar staan, zijn wereldrecord uit 1934 op de 400 meter vrije slag bleef zeven jaar staan.
Medica werd in 1966 opgenomen in de International Swimming Hall of Fame.

## Erelijst
- Olympische Zomerspelen: 1 x , 2 x

1908: Henry Taylor ·
1912: George Hodgson ·
1920: Norman Ross ·
1924: Johnny Weissmuller ·
1928: Alberto Zorrilla ·
1932: Buster Crabbe ·
1936: Jack Medica ·
1948: William Smith ·
1952: Jean Boiteux ·
1956: Murray Rose ·
1960: Murray Rose ·
1964: Don Schollander ·
1968: Mike Burton ·
1972: Brad Cooper ·
1976: Brian Goodell ·
1980: Vladimir Salnikov ·
1984: George DiCarlo ·
1988: Uwe Daßler ·
1992: Jevgeni Sadovy ·
1996: Danyon Loader ·
2000: Ian Thorpe ·
2004: Ian Thorpe ·
2008: Park Tae-hwan ·
2012: Sun Yang ·
2016: Mack Horton ·
2020: Ahmed Hafnaoui ·
2024: Lukas Märtens